# امتالين تيزي (تاولوكلت)
امتالين تيزي هي إحدى مشيخات المملكة المغربية، تتبع جغرافيا لإقليم شيشاوة وإداريًا لتاولوكلت. يقدر عدد سكانها بـ 5358 نسمة حسب الإحصاء الرسمي للسكان والسكنى لسنة 2004.